# Dovedale (site)
Pour les articles homonymes, voir Dovedale (homonymie).

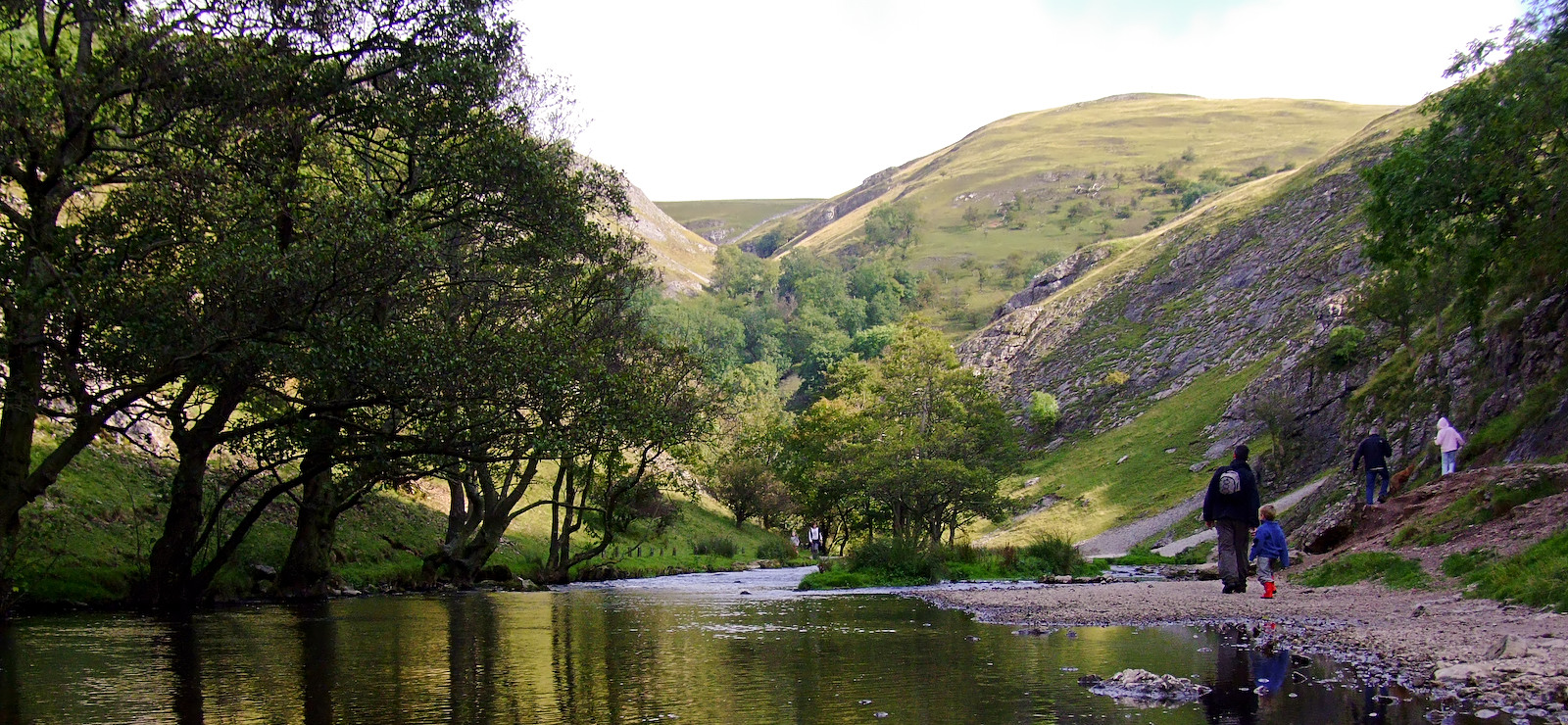
Le long de la Dove, à Dovedale

Dovedale est un site touristique du parc national de Peak District, dans le Derbyshire, propriété du National Trust. Ses formations rocheuses calcaires, baptisées Dovedale Castle, Twelves Apostles, Lionshead rock, Thorpe Cloud, et ses grottes creusées par l'érosion, célèbres dès le XVIIe siècle, attirent un million de visiteurs par an. Il s'agit d'une partie, longue d'environ 5 km et particulièrement pittoresque, de la vallée de la Dove, entre Wolfscore Hill au nord et Thorpe Cloud et Bunster Hill au sud.

## Histoire

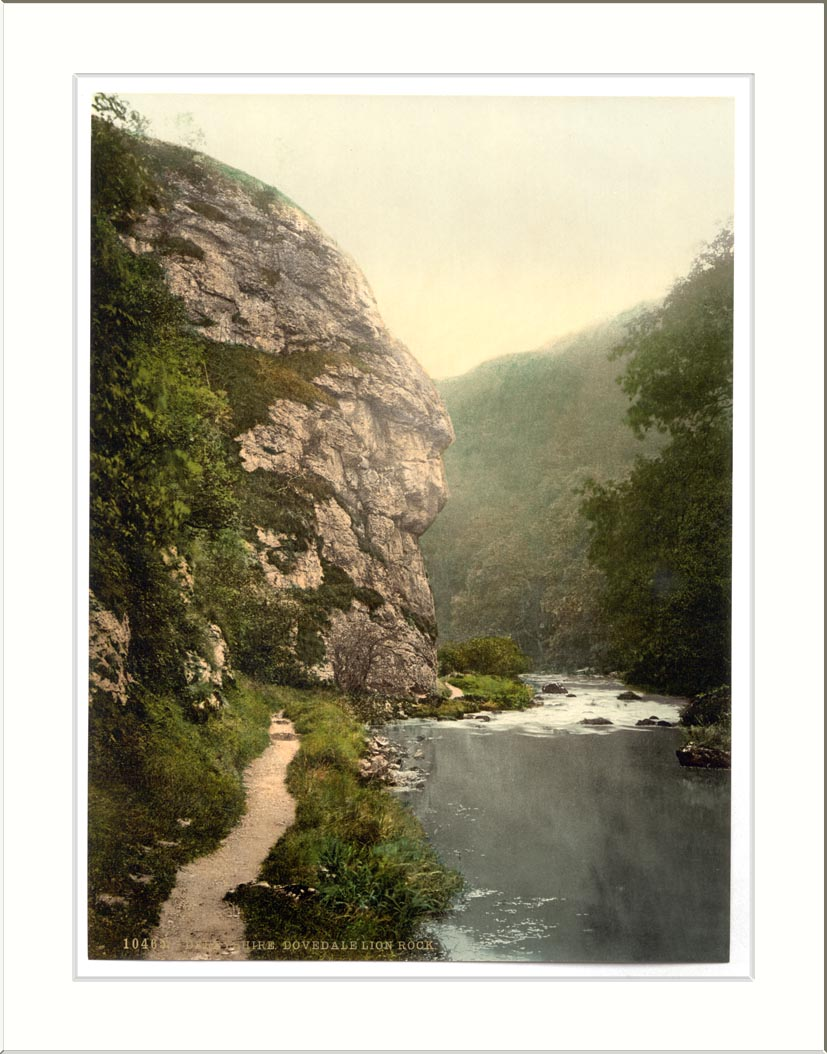
Lionshead Rock

La région est composée de calcaire corallien de l'époque carbonifère dans lequel l'érosion d'origine glaciaire a modelé des falaises puis la Dove y a creusé son lit, créant un paysage de type karstique. La plupart des formations rocheuses sculptées par l'érosion ont reçu des noms à l'époque victorienne.
- Stepping Stones
- Twelve Apostles
- Lover's Leap
- Ravenstor
- Pickering Tor
- Tissington Spires
- Dovedale Church
- Reynard's Cave
- Lionshead Rock
- Ilam Rock
- Shepherd's Abbey
- Dove Holes

Les traces d'occupation sont fort anciennes. En 1960 des fouilles dans Reynard's Cave ont montré que la grotte avait servi d'abri temporaire aux époques néolithique, romaine et médiévale. Des tombes néolithiques ont été trouvées à Falcon Low Cave, d'autres de l'Âge du fer et de l'époque romaine l'ont été à Chechire Wood Cave. Des objets de l'Âge du Bronze trouvés à Reynard's Cave sont exposés au musée de Buxton. De vieux chaufours et des bâtiments agricoles de la fin du Moyen Âge subsistent çà et là.
Jusqu'au début du XXe siècle Dovedale appartenait à de nombreux petits propriétaires. En 1916, un habitant de Buxton, F.A Holmes inquiet de la dégradation des forêts entama une campagne pour arrêter l'exploitation forestière ; en 1924 il proposa que Dovedale devienne le premier parc national britannique, mais le National Trust n'avait pas les fonds. En 1934 un riche industriel de Manchester, Robert McDougall, acheta Hurt's Wood et Hall Dale dont il fit don au National Trust, créant ainsi l'embryon du South Peak Estate (en).

## Richesses naturelles
La région offre un biotope riche et varié. La végétation est spécifique, en particulier une variété de frênes inféodés au calcaire. Les ifs, qui ont colonisé les escarpements, constituent une des plus belles forêts d'ifs du Peak District. Le sous-bois est particulièrement riche en micro-arthropodes, en particulier des myriapodes inféodés au bois en décomposition (diplopodes et chilopodes).
Les prairies calcaires offrent de nombreuses espèces, en particulier la fétuque rouge, l'anthyllide vulnéraire, le silène penché, le cirse acaule, un gaillet (galium sterneri), la spirée filipendule, le boucage saxifrage. Hall Dale abrite l'orchis mâle, diverses carlines, la Mauve musquée, des espèces protégées comme la minuartie hybride et peut-être des ophrys.
De nombreux insectes peuvent y être observés, des papillons comme l'argus brun, le procris ou le tircis, ainsi que le ver luisant. La bergeronnette des ruisseaux et le cincle plongeur fréquentent les rives de la Dove.

## Tourisme

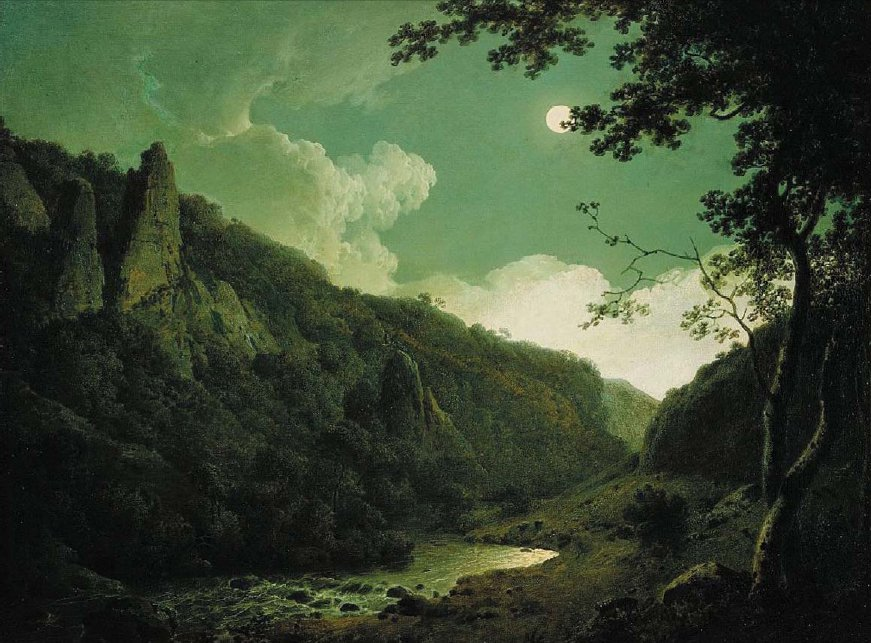
Dovedale by Moonlight (Joseph Wright, 1785).

La région attire depuis longtemps les amateurs de pêche, en particulier de pêche à la truite, les touristes et les artistes.
L'écrivain Izaak Walton a laissé en 1653 un célèbre traité halieutique : Le Parfait Pêcheur à la ligne (The Compleat Angler, or the Contemplative Man’s Recreation), complété  en 1676 par le poète Charles Cotton, auteur aussi de The Wonders of the Peak en 1681, qui s'était fait construire en 1675 une maison de pêcheur sur les rives de la Dove près de Beresford Hall.
Sensibilisés au pittoresque par William Gilpin, Samuel Johnson, Lord Byron, John Ruskin, Alfred Tennyson sont venus admirer les paysages de Dovedale dont ils ont laissé des descriptions enthousiastes. Lord Byron a même affirmé à Thomas Moore qu'il y a dans le Derbyshire des choses qui valent largement la Grèce et la Suisse (« I can assure you there are things in Derbyshire as noble as Greece or Switzerland »). En 1813, dans Orgueil et Préjugés Jane Austen évoque « les célèbres beautés de Matlock, Chatsworth, Dovedale ou des Peaks » qui, précise-t-elle, « sont suffisamment connus ».
Les peintres paysagistes ont aussi été inspirés par le site, en particulier le Suisse Samuel Hieronymus Grimm (en) (1733 – 1794) et  Joseph Wright of Derby qui a laissé beaucoup de tableaux et dessins de Dovedale, dont Dovedale by Moonlight et Dovedale by Sunlight.
Une grande partie des visiteurs sont des randonneurs, qui empruntent les anciennes voies ferrées transformées en voies piétonnes et cyclistes, comme le Manifold Way et le Tissington Trail pour rejoindre les rives de la Dove. Le chemin qui longe la rivière entre le parking de Thorpe Cloud et Milldale est particulièrement fréquenté, ce qui n'est pas sans poser des problèmes d'érosion et de dégradation des sols.
Le site est aussi utilisé par le cinéma comme par la télévision : en 1976 pour le Jane Eyre de Franco Zeffirelli  et en 2006  pour celui de Sandy Welch de même que pour The Other Boleyn Girl en 2008 et le Robin Hood de Ridley Scott en 2010.

## Galerie

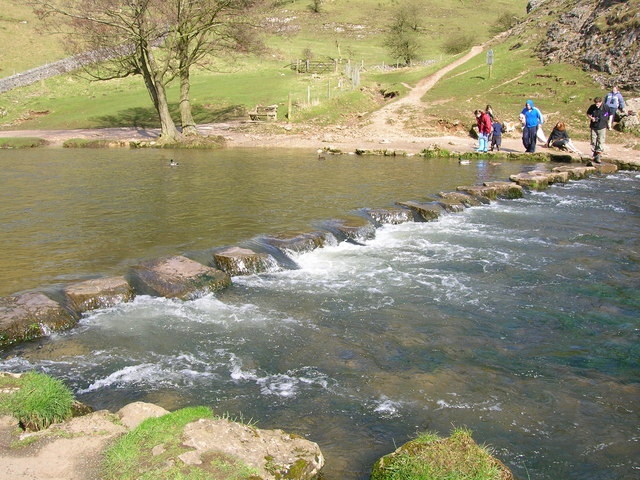
Stepping stones (marches de pierre) sur la Dove
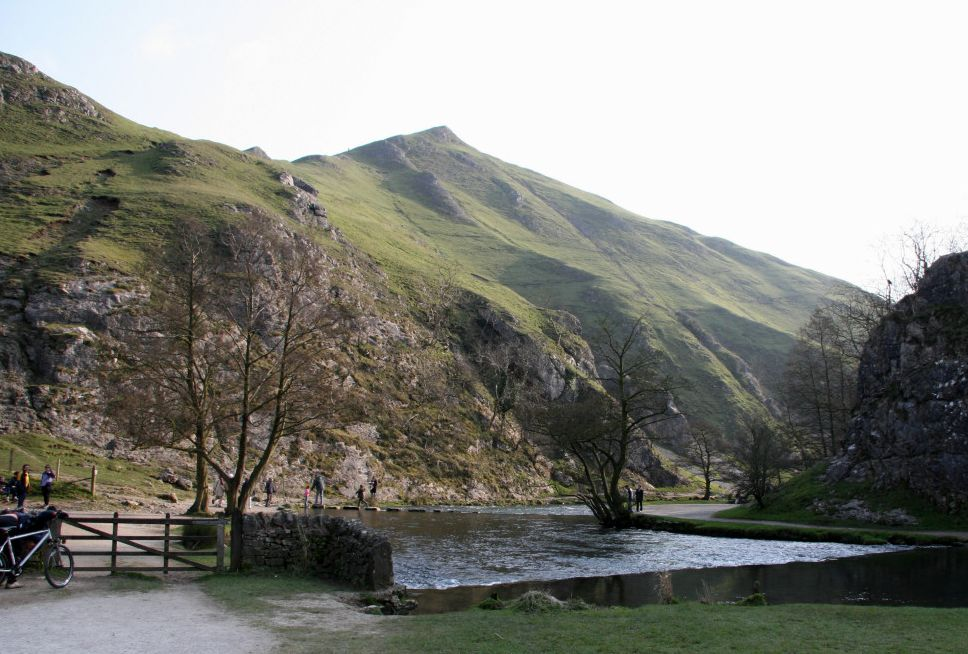
Thorpe Cloud, vue depuis la Dove
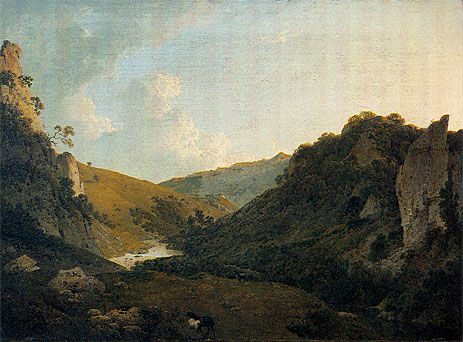
View of Dovedale (Joseph Wright, 1786)
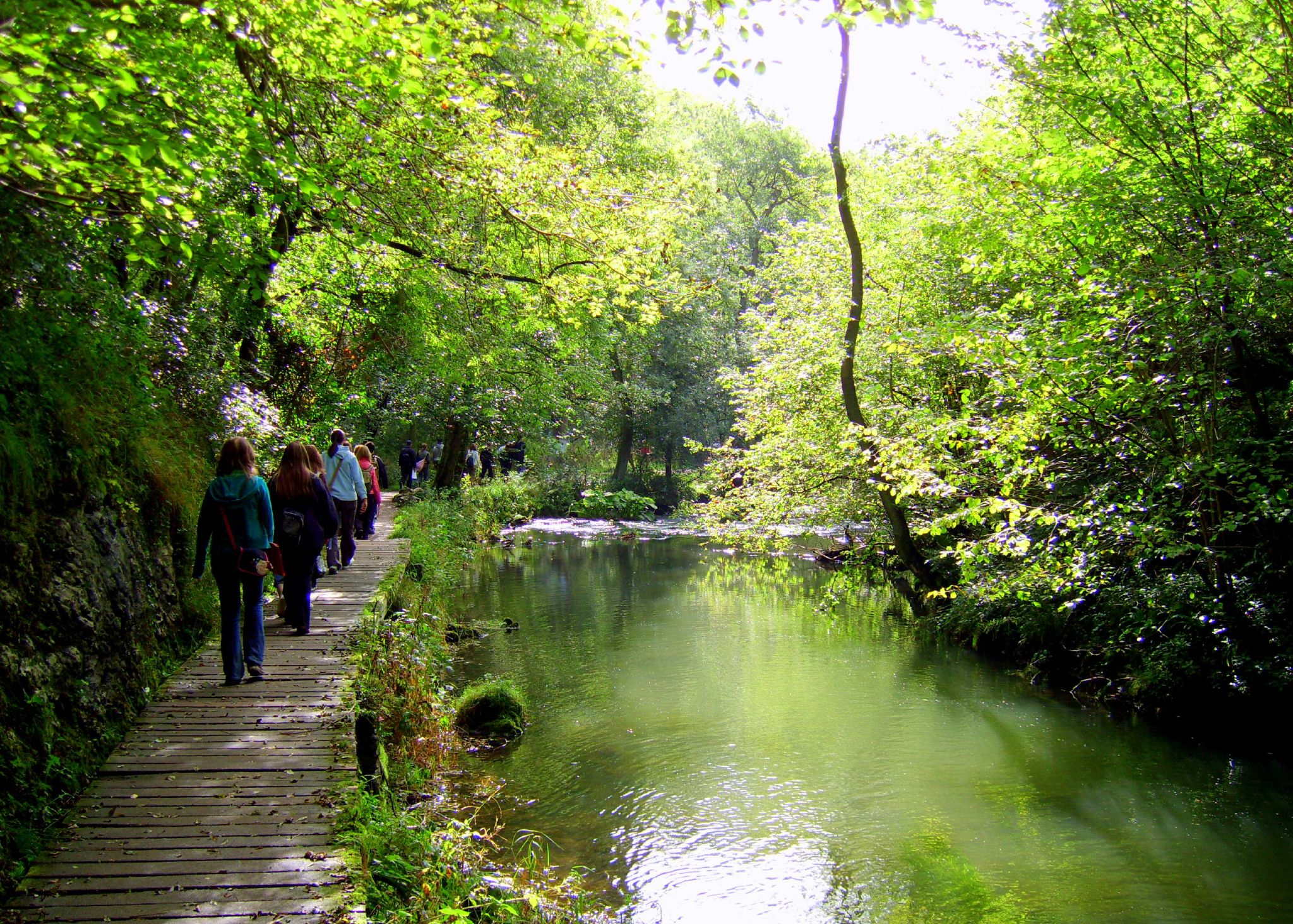
Chemin de randonnée le long de la Dove
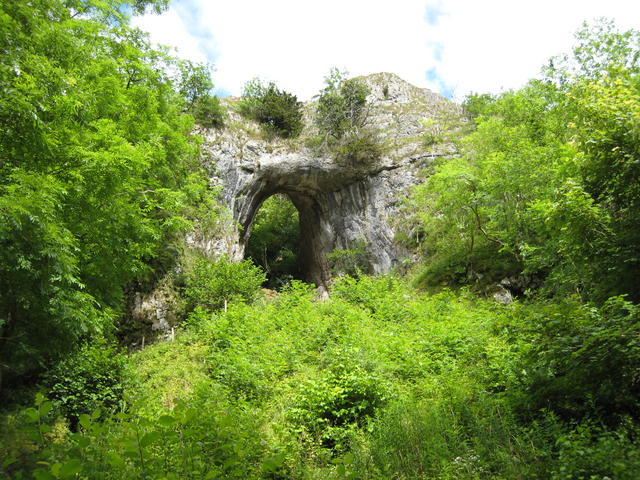
Arche de pierre de Reynard's Cave
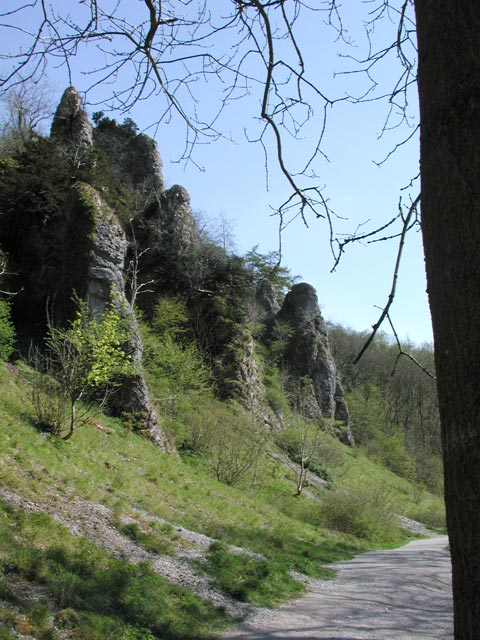
Pickering Tor
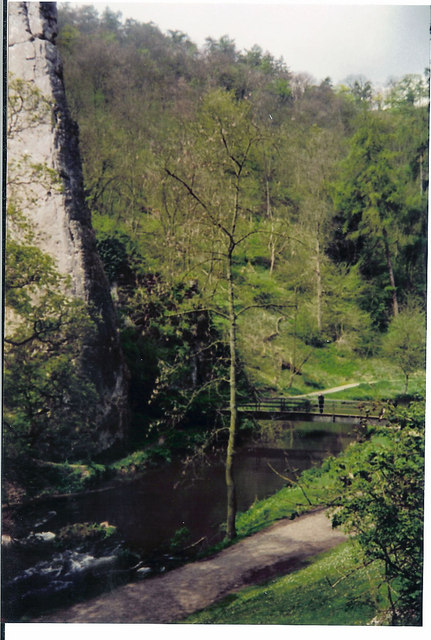
Passerelle au pied d'Ilam Rock
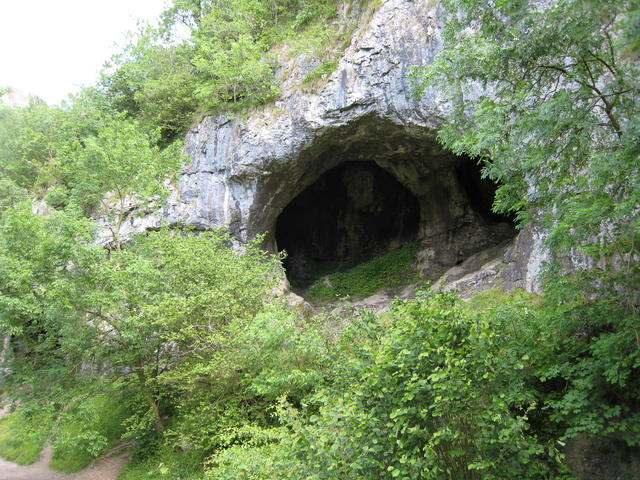
grottes à Dove Holes